# キー太
キー太（キーた）は、プロ野球・阪神タイガースのマスコットキャラクターである。

## 概要
2011年1月27日にデビューし、トラッキー、ラッキーと共に阪神タイガースのマスコットとして活躍している。ラッキーとは姉弟である。
名前は一般公募で、2010年12月22日から2011年1月4日までの間に募集された。17016通の中から選考され、1月27日に発表された。球場への初登場は2月26日の安芸市営球場での対オリックスオープン戦。2011年2月1日から始まった沖縄キャンプに同行し、知名度アップのために無料のポストカードを1万人に配るという使命が課された。あくまで開幕（3月25日）までの目標だったが、沖縄宜野座、高知安芸の両キャンプ地で大人気を博し、約一ヶ月早くグラウンドデビューの2月26日に無事ポストカードを全て配り終える事ができた。

## 性格・行動
- キー太はやんちゃで活発な男の子で、稀に度が過ぎる時もある。
- 腕白な性格ではあるが、手をつないだり、そばに行ったりなど姉のラッキーと共に行動することも少なくない。
- クレイグ・ブラゼルとも仲が良く、チョップを受けたり、帽子を遠くへ飛ばされたりしている。
- 比較的に多くみられるのは、人差し指を口にくわえるという、小さな男の子の様な行動である。他にも両手足を開いて深々と頭を下げるお辞儀など、まだ子どものような行動が多くみられる。
- トラッキーと共に筋トレをしたり、バッティングの練習をしたりと練習は怠らないようだ。

## 特徴
胸に『2011』。背中に、『キー太』という文字が入っている。トラッキー、ラッキー同様帽子が取り外し可能。

トラッキー、ラッキーよりひと回り小さく、可愛らしい外見をしていてタイガースファンはもちろん、女性や子供たちからも人気を集めている。 トラッキー、ラッキーの模様が黒なのに対し、キー太には茶色の模様が入っている。ラッキー曰く、大人になるにつれて黒色へと変色していくらしい。

普段の縦縞ストライプのユニフォームに加え、先輩二人（二匹?）と同じく、交流戦専用の黒の復刻版ユニフォームも存在する。また、普段着の様な緑色のパーカー姿で登場することも稀にある。
キー太の名前の由来は、先輩マスコット、『トラッキー』『ラッキー』に由来する『キー』に、明るく元気な男の子を連想させる『太』を付けて『キー太』。球団からは「勝利の鍵(キー)を握っているかも…」と、期待を寄せられている。

キー太は球場内外で気軽にファンと触れ合えるキャラクターという位置づけで、トラッキーやラッキーがまだ入ったことのない個室のロイヤルスイートに出入りし、ファンと触れ合うこともある。また、状況により球場コンコースに出向いていくなど、先輩二人とは別行動が多い。
趣味は、野球を見ることと応援グッズ集め。
薫と友樹、たまにムック。のマル・マル・モリ・モリ!がお気に入りだった｡同曲の振り付け（いわゆる、マルモリダンス）を披露していた｡